# イオンクレジットサービス
イオンクレジットサービス株式会社（AEON CREDIT SERVICE CO., LTD.）は、かつて存在した日本のクレジットカード会社。イオングループにおけるクレジットカード会社で、イオンフィナンシャルサービスの連結子会社である。2023年6月1日に完全親会社のイオンフィナンシャルサービスに吸収合併され、解散した。
本項では、イオンカードをはじめとする、イオンクレジットサービスがプロセッシング業務を行い、イオン銀行のICキャッシュカード（イオンバンクカード）機能が付帯したイオンカードセレクトについても記述する。

## 概要
イオングループにおいてクレジットカード事業、決済サービス・プロセッシング事業を担う。現在の法人は2012年に設立された2代目の法人で、初代の法人は現在の親会社であるイオンフィナンシャルサービスにあたる。イオンフィナンシャルサービスは1981年に大手スーパーのジャスコ（現・イオン）の子会社「日本クレジットサービス株式会社」として設立され、1994年に「イオンクレジットサービス」に商号変更、2013年にイオングループの金融事業再編にともないイオン銀行と経営統合し、イオン銀行ならびに現在の法人に事業譲渡を行ったものである。
初代法人ではクレジットカードの発行も行っており、包括信用購入あっせん、個別信用購入あっせん、融資も行う流通系クレジットカード会社であったが、事業再編の際にクレジットカード発行そのものはイオン銀行に移管され、現法人はクレジットカードに関してはプロセッシング業務およびサービサー業務に特化した形となっている。

## 沿革

### 旧会社の沿革
- 1981年6月20日 - 日本クレジットサービス株式会社設立。ジャスコカードの発行を移管[2]。
- 1981年7月 - ジャスコカード発行開始。
- 1982年10月 - キャッシングサービス開始。
- 1988年12月 - ビザ・ジャパン協会（現・VJA）との提携により「ジャスコVISAカード」を発行開始。
- 1989年
  - 1月 - マスターカード・インターナショナル（当時）との提携により「ジャスコマスターカード」発行開始。
  - 2月 - 株式会社ジェーシービーとの提携により、「ジャスコJCBカード」発行開始。
- 1994年
  - 8月21日 - 商号をイオンクレジットサービス株式会社に変更。同時に新CIを導入[3]。
  - 12月27日 - 株式店頭登録[3]。
- 1995年9月14日 - イオンクレジットサービス（アジア）、香港証券取引所に株式上場[4]。
- 1996年12月2日 - 東京証券取引所市場第二部上場[4]。
- 1998年8月3日 - 東京証券取引所市場第一部上場[5]。
- 2000年10月 - 「イオンカード」を発行開始（イオングループの経営統合による）[6]。
- 2003年12月 - 年会費無料の「イオンゴールドカード」を発行（業界初）。
- 2004年8月2日 - ゴールドカード、ETCカードを含めた全カードの年会費および盗難保障料を無料化（業界初）[7]。
- 2006年11月 - NTTドコモと提携し、ケータイクレジット「イオンiD」のサービスを開始。
- 2007年
  - 2月1日 - 「イオンSuicaカード」発行開始[8]。
  - 4月 - 「イオンカード（WAON一体型）」発行開始。
  - 10月19日 - 銀行代理業の免許を取得。翌10月20日からイオン銀行の総合口座募集を開始[9]。
- 2010年
  - 7月30日 - 三菱商事よりMC少額短期保険株式会社の全株式を譲り受け子会社化[10]（うち10%はイオン保険サービスが引き受け）。
  - 9月 - MC少額短期保険株式会社をイオン少額短期保険株式会社に商号変更[10]。
- 2012年
  - 1月27日 - 東芝住宅ローンサービス株式会社（東芝ファイナンス株式会社の子会社）の株式の一部を譲り受け連結子会社化する[11]。
  - 9月12日 - イオングループの金融事業の再編を発表[1]。
- 2013年
  - 1月1日 - イオン銀行を完全子会社化。
  - 4月1日 - クレジットカード会員事業などをイオン銀行に譲渡し、債権回収部門等の事業を（新）イオンクレジットサービス株式会社に譲渡したうえで、金融持株会社に転換すると同時に社名をイオンフィナンシャルサービス株式会社に変更[12]。

### 新会社の沿革
- 2012年11月29日 - （旧）イオンクレジットサービス株式会社の子会社として「新イオンクレジットサービス株式会社」を設立[13]。
- 2013年4月1日 - （旧）イオンクレジットサービス株式会社から債権回収部門などの事業を譲り受け営業を開始し、社名をイオンクレジットサービス株式会社に変更。
- 2017年10月1日 - イオンクレジットサービス株式会社による代理店のインストアブランチ拠点の運営を、吸収分割により、イオン銀行に事業譲渡。これにともない、インストアブランチのすべてが、イオン銀行による直営に変更された。
- 2022年10月4日 - 2023年上期（予定）に完全親会社のイオンフィナンシャルサービス株式会社へ吸収合併することを発表[14]。
- 2023年6月1日 - イオンフィナンシャルサービス株式会社に吸収合併され、解散[15]。

## クレジットカード
かつてはイオンクレジットサービス（旧）が発行していたが、現在はイオン銀行が発行している。基本的にはイオンマークがついたクレジットカードである。大きく分けて以下の3種類がある。
- イオンカード - イオングループの標準的汎用カード（後述のイオンプロパーカード）に準じる形で発行される「イオンカード」を中心とするクレジットカードのシリーズ。
- 提携カード - イオンと他社（金融機関・サービス業など）との提携により発行する提携クレジットカード。
- 発行受託カード - イオンクレジットサービスがVISAプリンシパルメンバー/MasterCard Worldwideメンバーとして、他社からの委託を受けて発行するクレジットカード。

このうち、発行受託カードについては単にクレジットカード発行・会員管理の受託業務のみを取り扱う（イオンクレジットサービス→イオンフィナンシャルサービスのコーポレートマークが入らず、自社サイトなどで会員募集を行わない）ものも存在することから自社サイトで募集するカードを軽く記述するにとどめ、以下においては基本的にイオンカードシリーズおよび提携カードについて記述することとする。
年会費はイオンカード・提携カード・発行受託カードにおいて、原則無料である。年会費が発生する発行受託カードの場合も年に1回でもカードを利用すれば無料になる。また、カード盗難時の補償も例外なく無料で付帯する。

### イオンカード
イオンクレジットサービスのメインブランドである『イオンカード』には以下のラインナップがある。基本的にはイオンクレジットサービスがVisaと提携した「イオンVISAカード」、MasterCardと提携した「イオンMasterカード」、およびJCBと提携した「イオンJCBカード」の3つの国際ブランド付帯カードとなっている。
なお、会員募集は積極的には行われていないが、国際ブランドとは提携せず国際ブランドマークがなく、イオンマークのみがついているイオンカードの原基本カードである「イオン（グループ）のハウスカード」も存在する。同社ではこれを「イオンプロパーカード」と称している。このプロパーカードは、イオンマークの表示された店舗、業者および各種機関（＝クレジットカード利用契約がイオンクレジットサービスと結ばれている店舗、通販業者、電話会社・電力会社・ガス会社・水道局・放送局等の公共機関など）に限り利用可能である。ポイントサービスはWAON POINTが付与される（電子マネーWAON機能はなし）。また、キャッシュカード機能はないがキャッシングサービス、分割払いサービスは利用可能。
2022年11月1日からイオンカード（WAON一体型）とイオンカードセレクト（いずれもG.G.マーク付きや家族カードを含む）を対象にカードデザインを刷新。氏名・カード番号・有効期限が裏面記載となり、券面は縦型となり、イオンマークを「AEON CARD」ロゴ（イオンカードセレクトはその下に小さく「SELECT」と記載）に改めて中央に配置するとともに、左上に「WAON POINT」のロゴ、下側は左に銀色となった「AEON Financial」のアクセプタンスマーク、右に国際ブランドマークがそれぞれ配置され、デザインがシンプル化された。
- イオンカード - 基本カード。磁気ストライプとICチップつきのカードと磁気ストライプのみのものがあり、従来通り申し込み時に指定した口座から使用代金が引き落とされる。現在では多くのイオンカードにおいて『WAON一体型』への移行が進められていることからラインナップから削除されている。
- イオンカード（WAON一体型）（以下、『WAON一体型』） - 基本カードに電子マネー『WAON』の機能が付随したカード。現在は左下にワオンが描かれており（当初は裏面に描かれていた）、同時に接触型ICチップも搭載されている（ほかのWAON付随カードも同様）。また2016年現在、磁気ストライプのみの基本カードは更新のタイミングでこのカードに自動切替される。
- イオンカードセレクト（以下、『セレクト』） - 現在の主力カード。基本カードにイオン銀行のICキャッシュカード（イオンバンクカード）機能が付随したカード。元々のイオンバンクカードにWAONが付随していることから、厳密には『WAON一体型』側のWAONではなくイオンバンクカード側のWAONが付随しており、イオンカード側はICチップ搭載ながらWAONが付随しない基本カードと同じ。このため、クレジットの使用代金は付随のイオン銀行口座から引き落とされ、同口座からWAONへのオートチャージ機能を使用することができる。反面、クレジットとWAONの関連付けはされていないため、このWAONへのクレジットチャージはできず、したがってそれを発動させるオートチャージ機能も使用できない。WAONは事前チャージが必要なため、同口座からのオートチャージでWAONが使えるという形である[18]。
- イオンカード（G.Gマーク付き） - 55歳以上の会員に対して発行可能なカードでG.G[注 2]マークがついている。イオングループで展開する「G.G感謝デー」の割引対象となる[注 3]。一方、G.Gマークのついたイオンカードは現金・商品券での支払い、またはWAONポイントでの支払い、またはWAONポイントと現金・商品券の併用での支払い時にその場で値引き処理がされる[注 4]。『WAON一体型』と『セレクト』が選択可能で、更新のタイミングで55歳以上の会員はこのカード（更新前に基本カードなら『WAON一体型』）に自動切替される。
- イオンカード（ミニオンズ） - ミニオンズがデザインされたカード。国際ブランドは当初はMasterCardのみであったが現在はVISAも追加されている、ユニバーサル・スタジオ・ジャパンで利用すると基本の10倍のWAON POINT（税込200円ごとにWAON POINT10ポイント）が付与される。イオンシネマのチケットを1,000円で購入可能[19][注 5]。基本カードと『セレクト』が選択可能。
- TGCカード - 東京ガールズコレクションの企画・運営を行うW TOKYOとのコラボレーションカード。国際ブランドはJCBのみ。東京ガールズコレクションの限定特典（イベントにより内容が異なり、特典そのものがない場合がある）が受けられるほか、イオンカード（ミニオンズ）同様にイオンシネマのチケットを1,000円で購入可能、最高3,000万円の海外旅行保険が付帯される。発行当初はイオンカード（TGC）であったが、2022年11月19日より名称とカードデザインを変更。イオンカード（WAON一体型）やイオンカードセレクト同様に縦型デザインとなり、必要最低限（カード挿入方向とタッチ決済対応マーク）以外のマークや文字要素[注 6]が一切排除され、大理石柄のシンプルデザインとなった[20]。
- イオンスマートペイカード - リボルビング払い専用のカード。国際ブランドはVISAのみで、WAONは付随しない。
- イオンETCカード - ETC一体型カード。国際ブランドはJCBのみで、WAONは付随しない。2020年1月に発行が終了し、既存会員の再審査が可決され次第『WAON一体型』に切替される見込み。
- イオンJMBカード - JALマイレージバンク（JMB）との一体型カード。WAONポイントの代わりにJMBマイルが加算される『JMB WAON』の機能が付随している。ワオンはカードの裏側に描かれている。
- イオンSuicaカード - 基本カードに交通系ICカード『Suica』の機能が付随したカード。VIEW Suicaカードの「Type IIカード」に分類される。
- イオンカード Kitaca - 基本カードに交通系ICカード『Kitaca』の機能が付随したカード。国際ブランドはVISAのみの設定。
- イオンSUGOCAカード - 基本カードに交通系ICカード『SUGOCA』の機能が付随したカード。国際ブランドはVISAのみの設定。
- イオンsaQwaカード - 『WAON一体型』にイオングループの通信販売「saQwa」での常時割引サービスを付与したもの。国際ブランドはVISAのみの設定。
- イオン従業員カード（従業員イオンカード） - 従業員が申し込める社員証一体型のカード（社員証として出退勤登録も可能）。クレジット決済で従業員割引が適用される。『WAON一体型』と『セレクト』が選択可能。エンボスレスカードで国際ブランドはVISAのみの設定。また、クレジット審査が通らなかったりクレジット機能を希望しない従業員には、クレジット機能のないイオンカードデザインのWAONカードが発行される。この場合、機能は通常のWAONカードと同等であるため、オートチャージはできない。
- 即時発行カード - 『WAON一体型』または『セレクト』をオンラインで申し込んだ場合、簡易的な審査により、申し込み時に指定した「受け取りサービス実施対象店舗」で本カード交付前に簡易的に発行される仮のイオンカード。イオンプロパーカードと同様にイオンクレジットサービス単独のイオンのハウスカードである。カードのデザインはイオンプロパーカードと同じだが、受取期限が申し込み後1週間以内でありこれを過ぎると受け取れなくなる。また、有効期限は本カード到着までの期間と短く、利用金額は10万円程度と少額である。また、キャッシングサービスも利用できない。しかし、ときめきポイントはたまり(2021年9月11日からときめきポイントは廃止され、代わりにお買い物ポイントのWAONポイントがたまるサービスに変更。)、また20日30日お客様感謝デーの5%オフサービスは受けられる。尚、このカードには現在、日産カード（ハウスカード）と同様にICチップが付いていない。将来的に、コスモ・ザ・カード・ハウス等の他社のハウスクレジットカードのようにICチップが搭載されるかどうかは不明。

イオンカードの起源はイオンのジャスコ時代までさかのぼる。1981年7月に「ジャスコカード」を発行する。VISAブランドは1988年に当時のビザ・ジャパン協会（現在のVJA）と提携（のちに解消）し「ジャスコ・VISAカード」として、MasterCardブランドは翌1989年に米MasterCard Internationalおよびユニオンクレジット株式会社（ユーシーカード株式会社(旧会社)）と提携（のちに解消）し「ジャスコ・UCマスターカード」として、JCBブランドは同じく1989年（平成元年）に株式会社ジェーシービー（JCB）と提携し「ジャスコ・JCBカード」としてそれぞれ発行が開始された。そのほか、国際ブランドと提携しない「ジャスコプロパーカード（現在のイオンプロパーカード）」を含めた4種類が一般カードとして発行された。ジャスコプロパーカードは利用客の希望で通常に発行されていたが、国際ブランド付カードを希望したが、年収・信用状況などが審査基準に満たなかった場合にジャスコの判断により変更発行される場合もあった。その後、これらジャスコカードは2000年にイオンカードシリーズに移行した。

#### イオンゴールドカード
イオンカードシリーズのゴールドカードは一定基準を満たすイオンカード（シリーズの提携カード除く）と『セレクト』、法人向けのカードであるイオンコーポレートカード会員のアップグレードに限定され、新規申込は不可となる（ゴールドカードにもかかわらず年会費が通常のイオンカード同様に無料なのはこのため）。直近1年間にイオンカードで50万円以上決済した場合に招待（インビテーション）が来る。
旅行傷害保険が付帯するほか、一部のイオン（総合スーパー）に設置されている「イオンラウンジ」（新型コロナウイルスによる停止が解除となった2023年6月から利用規定が改正された。ゴールドカード所有者であっても100万円以上の決済により発行されるラウンジカードが必要。100万円以上の決算が出来ていればゴールドカード所有者でなくてもイオンラウンジカードが発行されイオンラウンジ利用できる。）および東京国際空港などの主要空港国内線ターミナルにある空港有料ラウンジを特典として無料で利用することができる。
また、イオングループでの勤続1年以上で、従業員イオンカードが自動的に従業員イオンゴールドカードに切り替えられる。こちらはイオンラウンジが利用できないなど、一部の特典が異なる。また、退職すると直近1年間のカード利用額が通常のゴールドカード発行条件を満たしていなくてもゴールド会員扱いが維持され、改めて通常のイオンゴールドカードが送付されてくる。
なお、ゴールドカードについても、WAON一体型とセレクトを対象に、2022年11月1日以降の申込・発行分から縦型の新デザインへ切り替わった。

#### コーポレートカード
個人事業主・法人向けに「イオンコーポレートカード」を発行している。この法人カードは個人向けクレジットカード同様にETC専用カードの発行を依頼することができ、社用車で使ったETC通行料は社用経費として処理することができる。流通系のクレジットカード会社が法人カードを取り扱うことで得る特異的なものとして、イオングループ傘下のイオンやマックスバリュなどではお客さま感謝デー の対象カードとなっている。
海外現地法人による事業としては、AEON Thana Sinsap（Thailand）Public Company Limited が法人カードを発行している。名称は「AEON Corporate Card」、提携ブランドはVISA・MasterCardを用意している。

#### セカンドカード
一部のイオンカード会員向けに、以下のセカンドカードの発行を行っている。
- WAONカードプラス - クレジットチャージ機能のついたWAON単体のカード。オートチャージ機能も設定可能。
- ETC専用カード - 「イオンETCカード」と異なり、ETC専用のカード。

### おもな提携カード
各社と提携し、イオンクレジットサービスが発行する（イオンクレジットサービス公式サイト内で発行を案内している）提携カードには以下のものがある。いずれもイオンマークがある。
特に付記のないものはカード名に提携企業名が含まれている。また、「イオン○○カード」「○○イオンカード」を名乗るものはデザインや機能がイオンカードベースとなっており、公式サイトではこれらもイオンカードシリーズに含めている。なお、これらの提携カードは国際ブランドの提携対象が限定されているケースがある。
提携カードにおいても一部で「イオンカード」に準じて縦型への変更と印字情報の裏面記載を行うデザインリニューアルが順次行われており、2023年12月1日にコスモ・ザ・カード・オーパス（「エコ」を含む）でデザイン変更を行ったのを皮切りに、同年12月15日にイオン E-NEXCO passカードとイオンNEXCO中日本カード、2024年1月22日にシマムラミュージックカード、同年2月15日三菱商事エネルギー・イオンカードも新デザインへ順次切り替わり、特にシマムラミュージックカードと三菱商事エネルギー・イオンカードは券面が白地となり、それに伴って三菱商事エネルギー・イオンカードは「AEON CARD」ロゴが青字となった。イオン首都高カードとコジマ×ビックカメラカードも2024年4月時点で新デザインへ変更済みである。
（W）はWAON搭載カード。
ショッピング・サービス（イオングループ）
- ウエルシアカード（W） - 一部の「イオンカード」や「TGC CARD」同様、発行開始当初より個人情報を裏面に記載した縦型のエンボスレス仕様となる。
- U.S.M.Holdings系
  - KASUMIカード（W）
  - マルエツカード（W）
- フジ・イオンカード（W） - フジが従前から展開している電子マネー「エフカマネー」との一体型。発行開始当初より個人情報を裏面に記載した縦型のエンボスレス仕様となる。
- スポーツオーソリティカード - 「スポーツオーソリティWAONカードプラス」が発行可能。なお、店舗ブランドが「MEGA SPORTS」へ変更されるのに伴い、2025年1月以降順次利用不可となり、イオンカードへ切り替わる予定[28]。
- やまやカード（W）
- ツルハドラッグカード（W）
- イオンサンデーカード（W）
- ホーマックカード
- 京都ファミリーカード
- イオンルネサンスカード

ショッピング・サービス（イオングループ以外）
- ベネッセ・イオンカード（W）
- コスモ・ザ・カード・オーパス（コスモ石油）（W）
  - コスモ・ザ・カード・オーパス「エコ」（W） - ワオンは裏面に描かれている。毎年500円が環境保全活動のための寄付金として引落されるが、カード自体の年会費は無料。
- 三菱商事エネルギー・イオンカード
- 住友不動産 ショッピングシティ イオンカード（W） - イオンカードシリーズでは珍しい独自デザイン。
- より、そう、ちから。東北電力カード（W）
- コジマ×ビックカメラカード（コジマ）（W） - ワオンは描かれていない。コジマポイントカード機能付。なお、新デザインカードでは国際ブランドマークが左下、銀色の「AEON Financial」のアクセプタンスマークが右下に表記されており、「イオンカード」とは左右逆の配置となる。
- サンエックスカード（W） - 2024年4月時点で発行可能なのは「リラックマ」のみ。過去には「ワンルーム」「にゃんにゃんにゃんこ」「こげぱん」「たれぱんだ」から選べるようになっていた。
- トイザらス・ベビーザらス・カード（W）
- ワタミふれあいカード
- シマムラミュージックカード（島村楽器）
- KNTカード（近畿日本ツーリスト）
- メイクマンカード（W）
- BE KOBEカード（三宮センター街）（W）
- HANA CLUBカード（社団法人日本観光協会/フラワーツーリズム推進協議会）
- ナンバカード
- ブックサービスカード

キャッシュカード一体型
- 荘銀イオンカード（荘内銀行）（W）
- とりぎんイオンカード（鳥取銀行）
- 福銀イオンカード（福島銀行）
- 三重銀イオンカード（三重銀行）

ETC併用型
これらはすべてETCカード（セカンドカード）が標準セットで発行される。親カードはすべて『WAON一体型』。
- イオン E-NEXCO pass カード（東日本高速道路）
- イオン首都高カード（首都高速道路）
- イオンNEXCO中日本カード
- イオン NEXCO西日本カード
- イオンTHRU WAYカード（阪神高速道路）

その他
- 日本点字図書館カード - カード利用代金の一部が日本点字図書館へ寄付されるカード（日本点字図書館で使えるわけではない）。

#### その他の提携カード
上記に含まれず、イオンクレジットサービスのクレジットカード別提携会社一覧 アーカイブ 2012年10月29日 - ウェイバックマシンに記載のあるクレジットカードには以下のものがある（おもなもののみ抽出）。これらの中には新規発行が停止されているか、取り扱いを終了しているものもある。
- 名城イオンカード（名城大学）
- 緑の募金イオンカード（社団法人国土緑化推進機構）
- ワールドカップカード
- サティ・ビブレカード
- ニューステップカード（ジーフット）
- グルメドールカード
- マックジョイクラブカード（日本マクドナルド）
- ナカサンカード（中三）
- CFS KIZUNAカード（CFSコーポレーション）
- グリーンクロス・コアカード
- ジョイフルメンバーズカード（ジェイエム）
- ダイヤモンドシティカード
- ザ・ボディショップクラブカード（イオンフォレスト）
- タルボットイオンカード
- 日本テレコムカード
- コスタモールカード（コスタモール二色の浜）
- イオンデビットカード(VISA・JCB)キャッシュカード一体型
- HARUくんLIGHTカード（山口明屋書店）
- コンサートカード（長柄ショッピングリゾート）
- イーノスカード（モリヤ・紀生・東山）
- 新潟県職員生活共同組合員証カード
- マイスターカード（イオン九州）
- ブランズウィックボウリングカード
- @Styleカード（ベネフィット・ワン）
- アルファインターネットカード（アルファ総合研究所：インターネットプロバイダ）
- 日本学生アメリカンフットボール協会・ファンクラブカード

### おもな発行受託カード
前述の通り、自社サイトで会員募集を行っているもののみ記載。
- JQ SUGOCA - 九州旅客鉄道（JR九州）の「JQ CARD」の一種で、SUGOCAとの一体型カード。規約上、年会費（年に1回もショッピング利用をしなかった場合に税別1,250円）が設定されているが、イオンクレジットサービスで年会費が発生するカードはこのカードだけである。イオンマークもないが、発行元として「AEON」の刻印はされている。

### サービス

#### お客さま感謝デー
イオン、マックスバリュ、ビブレその他イオングループの店舗でお客さま感謝デーに提示すると一部の商品を除き5%割引になる。対象日は毎月20日および30日で30日が存在しない2月は28日に実施。年末年始による混雑緩和の観点から、12月は「歳末特別お客様感謝デー」として29日にも実施されているほか、2025年7月30日は同日に発生したロシア・カムチャツカ半島にて発生した地震による津波警報発令により、一部の店舗で営業を休止したことから、同年8月は「臨時お客様感謝デー」として5日にも実施した。
対象の決済方法はイオンカード・WAON・イオン商品券・イオンギフトカード・現金のみで、それ以外の支払い方法では割引は適用されない。ただし、現行のPOS端末ではイオンカード・WAON支払いの際には自動で割引がされるが、それ以外の場合は割引適用のためレジでカードの読み取りが必要であり、セルフレジやお支払いセルフレジでも画面の案内にしたがってカードを読ませることで同様の処理を行っている。イオンカード申込後、カード配達までの期間は申込済証が提供され、これを提示するとPOS側のボタンにて5％割引を適用してもらえる。また、カードの有効期間内でありながら磁気不良などにより読み取れない場合も店員が確認のうえでボタン処理を行う。
当初、対象カードはイオンカードシリーズに限定されていた（ただし、WAON一体型のコスモ・ザ・カード・オーパスはWAONで決済すると対象）が、現在ではイオンマークがあるすべてのカードが対象となったため、イオンカードシリーズと提携カードで割引が受けられるようになった。

#### ときめきポイント
2021年9月10日利用分までは、一部例外のカードを除き、カード利用200円（税込）につき「ときめきポイント」1ポイント（1円相当）が付与されていた。実際の利用方法は、
1. 専用webサイトでの入力により、一定単位以上であれば「電子マネーWAONポイント」（ダウンロード前）の状態に変換できる。
2. これを店頭端末[注 8]にてダウンロードし「電子マネーWAONポイント」（ダウンロード後）の状態にしたのち、
3. 同端末にてWAONに交換（ポイントチャージ）し、その後WAON加盟店レジ端末のFeliCaリーダー/ライター（R/W）に券面をかざして決済し買物に利用できる。

また、ときめきポイントから「WAON POINT」（上記の電子マネーWAONポイントとは別。レシート上、「センター預かり」とも表記する）への交換もwebサイト上にて可能であり、こちらは上記のような多段階を踏むことなく、そのままWAON POINTを消費してイオンをはじめとする加盟店店頭での値引きが受けられた。但し、WAON POINTは値引き形式の支払い方法であるため、現行のイオン株主優待の対象にはならない。そのWAON POINTからポイントチャージした場合は上記の手順とほぼ同じ。
なお、支払い時に一部を商品券などで支払い、残金をクレジット支払いした場合はクレジット支払いが主体として取り扱われるため、商品券支払い額分に対するWAON POINTはまったく発生せず、残金のクレジット支払い額分に応じた「ときめきポイント」のみが付与された。
2021年9月11日利用分（同年10月25日付与分）から付与されるポイントをWAON POINTに一本化させることを同年7月7日に発表した。その後、2023年8月31日をもって、ときめきポイントの各種商品への交換は終了した。

#### 非接触決済
非接触型決済は、多くのカードでWAONに対応している。WAON一体型カードはクレジットカード自体にWAON機能が付与されており、それ以外のカードでも「WAONカードプラス」（前述）を発行することで、クレジットチャージに対応しており、それを利用したオートチャージを発動させることもできる（提携カードなどで「WAONカードプラス」に対応していないカードもある）。ただし『セレクト』だけはクレジットチャージができない（理由は前述）。
EMVコンタクトレス決済（タッチ決済）に対応したカードではコンタクトレスマーク（リップルマーク）の記載があり、各国際ブランドのタッチ決済サービスを用いて非接触決済が可能である。
IC乗車券一体型カードは当該IC乗車券の電子マネー機能（Suica、Kitaca、SUGOCA）に対応している。
また、イオンカードシリーズ（『セレクト』以外の銀行キャッシュカード一体型除く）は「イオンiD」の名称でNTTドコモの後払い式電子マネーiDに対応している。発行しているiDのタイプはモバイル型（Androidの場合、ドコモ・ソフトバンク・ワイモバイル・SIMフリー端末）のみで専用カード型ではなく、一体型イオンカードも発行していない。申し込みは、新規の場合は親カードと同時に申し込むか（古い申込書ではできない場合もあるので注意）、既存会員の場合はパソコンや携帯電話から申し込む（一部のカードでは申込不可）。後者の場合、メールで審査結果と「アクセスコード」の通知が来るため、ドメイン拒否設定をしている場合には解除する必要がある。アクセスコードは後に送付もされてくるため、申し込みの際にドメイン拒否設定を解除し忘れたりメールアドレスを間違えたりしてメールを受信できなかった場合は送付されたアクセスコードで利用することとなる。
また、Apple Pay対応のiPhoneシリーズやApple Watchなどの端末では携帯電話会社を問わず既存のイオンカードを登録することでiD・タッチ決済・オンライン決済を利用することが可能であるが、国際ブランドがVisaの場合はタッチ決済・オンライン決済に利用することができない。その関係で、Walletアプリ上の仮想カードの券面表示も、親カードがVisaブランドの場合はVisaのロゴが表示されず、iDのみ対応するカードとして登録されることとなる。また、サービス対応当初は一般･ゴールドの別を問わず、Walletアプリ内に表示される仮想カードは紫の一般カード仕様となっていたが、2020年3月5日以降に連携したカードからは、連携後数日で会員ランクに準じた仕様で表示されるように変更された。

#### 国内・海外旅行傷害保険
2010年8月現在、国内・海外旅行傷害保険が付帯するカードは次のとおりである。
- イオンSuicaカード
- KNTカード
- イオンゴールドカード

国内旅行傷害保険が付帯されるのは、「国内旅行の旅行代金を上記のカードで決済した場合」のみとなっている。海外旅行傷害保険は上記のカードに自動付帯されることになっている。保険金の請求方法は公式サイトで確認するか問い合わせが必要。

## 加盟する信用情報機関
クレジットカードおよびローンカードの信用審査を行うために株式会社シー・アイ・シー（略称「CIC」）、株式会社日本信用情報機構（略称「JICC」）全国銀行個人信用センター（略称KSC）に加盟している。これらの信用情報機関の利用に関しては次表の通り。
| カードの種類     | カードの名称              | 信用情報機関 | 信用情報機関 |
| カードの種類     | カードの名称              | CIC          | JICC         |
| ---------------- | ------------------------- | ------------ | ------------ |
| クレジットカード | イオンカード 等           | ○            | ○            |
| ローンカード     | イオンバリューカード<VIP> | ○            | ○            |

## 当社と「イオンクレジット」をめぐる騒動
2007年12月25日に日本テレビで放送された「報道特捜プロジェクト "責任者出て来い!"怒り爆発スペシャル」にて、当番組が取り上げた融資保証金詐欺が疑われる集団が「イオンクレジット」と名乗っていたため、「放送のイオンクレジットと当社は関係がない」と発表するも問い合わせが殺到し、日本テレビが陳謝する事態となった。